# Drachenkäfer
Die Drachenkäfer (Pythidae) stellen eine Familie der Käfer (Coleoptera) dar. 

## Merkmale
Die Käfer erreichen eine Körperlänge zwischen 7 und 17 Millimetern, wobei es innerhalb einzelner Arten große Längenunterschiede gibt. Die Körper sind dunkel gefärbt und haben einen metallischen Glanz. Der Körper ist abgeplattet, wobei die Flügeldecken nach hinten etwas verbreitert sind. Die elfgliedrigen Antennen sind fadenförmig und enden in einer leichten Endkeule. Der Kopf ist groß und verjüngt sich hinter den Augen. Der Halsschild ist herzförmig ausgebildet und mit großen länglichen Eindrücken versehen.

## Lebensweise
Die Vertreter der Drachenkäfer ernähren sich von Holz und sind in Nadelwäldern anzutreffen. Die Weibchen legen ihre Eier in Grüppchen mit einem Legebohrer unter die Rinde. Die platten und länglichen Larven leben unter der Rinde und ernähren sich von verwesenden Pflanzenteilen, Holzmehl und Exkrementen anderer Rindenbewohner. Die Larven entwickeln sich mehrere Jahre und verpuppen sich schließlich unter der Rinde in einer ovalen, aus Spänen und Mulm zusammengeklebten Kammer. Die fertigen Käfer schlüpfen im Herbst und überwintern in der Puppenkammer.

## Systematik
Die vormals in diese Gruppe eingeordneten Scheinrüssler (Salpingidae) und Haarscheinrüssler (Mycteridae) stellen heute eigene Familien dar. In Europa ist die Familie der Drachenkäfer mit zwei Gattungen und fünf Arten vertreten. In Mitteleuropa findet man zwei Arten, auf den Britischen Inseln ist nur eine Art beheimatet. Die Gattung Osphyoplesius wurde von Reitter ursprünglich dem Tribus Osphyoplesiini (Unterfamilie Borinae, Familie Tenebrionidae) zugeordnet. Die gegenwärtige Einordnung in die Familie Pythidae gilt derzeit als nicht gesichert (incertae sedis).

### Familie Pythidae

#### GattungOsphyoplesius
- Osphyoplesius anophthalmus Winkler, 1915
- Osphyoplesius loeblis Español, 1975

#### GattungPytho
- Pytho abieticola J. Sahlberg, 1875
- Pytho depressus Linnaeus, 1767
- Pytho kolwensis C. Sahlberg, 1833